# Лаура К'єза
Лаура К'єза (італ. Laura Chiesa; нар. 5 серпня 1971, Монкальєрі, Італія) — італійська фехтувальниця на шпагах, срібна призерка Олімпійських ігор 1996 року, чемпіонка світу.

## Виступи на Олімпіадах
| Олімпіада    | Дисципліна          | Місце |
| ------------ | ------------------- | ----- |
| Атланта 1996 | індивідуальна шпага | 26    |
| Атланта 1996 | командна шпага      | 2     |